# Garachiné
Garachiné es un corregimiento del distrito de Chepigana en la provincia de Darién, República de Panamá. Está ubicado en la zona oriental del golfo de Panamá. La localidad tiene 1.878 habitantes (2010).

## Clima
| Parámetros climáticos promedio de Garachiné 2001–2015 | Parámetros climáticos promedio de Garachiné 2001–2015 | Parámetros climáticos promedio de Garachiné 2001–2015 | Parámetros climáticos promedio de Garachiné 2001–2015 | Parámetros climáticos promedio de Garachiné 2001–2015 | Parámetros climáticos promedio de Garachiné 2001–2015 | Parámetros climáticos promedio de Garachiné 2001–2015 | Parámetros climáticos promedio de Garachiné 2001–2015 | Parámetros climáticos promedio de Garachiné 2001–2015 | Parámetros climáticos promedio de Garachiné 2001–2015 | Parámetros climáticos promedio de Garachiné 2001–2015 | Parámetros climáticos promedio de Garachiné 2001–2015 | Parámetros climáticos promedio de Garachiné 2001–2015 | Parámetros climáticos promedio de Garachiné 2001–2015 |
| Mes                                                   | Ene.                                                  | Feb.                                                  | Mar.                                                  | Abr.                                                  | May.                                                  | Jun.                                                  | Jul.                                                  | Ago.                                                  | Sep.                                                  | Oct.                                                  | Nov.                                                  | Dic.                                                  | Anual                                                 |
| ----------------------------------------------------- | ----------------------------------------------------- | ----------------------------------------------------- | ----------------------------------------------------- | ----------------------------------------------------- | ----------------------------------------------------- | ----------------------------------------------------- | ----------------------------------------------------- | ----------------------------------------------------- | ----------------------------------------------------- | ----------------------------------------------------- | ----------------------------------------------------- | ----------------------------------------------------- | ----------------------------------------------------- |
| Temp. máx. media (°C)                                 | 31.2                                                  | 31.6                                                  | 32.1                                                  | 32.4                                                  | 31.3                                                  | 30.9                                                  | 30.9                                                  | 30.9                                                  | 30.8                                                  | 30.3                                                  | 30.2                                                  | 30.2                                                  | 31.1                                                  |
| Temp. media (°C)                                      | 27.4                                                  | 27.6                                                  | 28.1                                                  | 28.5                                                  | 27.7                                                  | 27.3                                                  | 27.3                                                  | 27.2                                                  | 27.1                                                  | 26.7                                                  | 26.7                                                  | 26.9                                                  | 27.4                                                  |
| Temp. mín. media (°C)                                 | 23.5                                                  | 23.6                                                  | 24.1                                                  | 24.6                                                  | 24.1                                                  | 23.7                                                  | 23.7                                                  | 23.6                                                  | 23.4                                                  | 23.1                                                  | 23.1                                                  | 23.4                                                  | 23.7                                                  |
| Lluvias (mm)                                          | 14.6                                                  | 6.3                                                   | 10.4                                                  | 56.4                                                  | 142.5                                                 | 140.8                                                 | 141.8                                                 | 131.0                                                 | 138.8                                                 | 223.6                                                 | 209.1                                                 | 89.7                                                  | 1305                                                  |
| Fuente n.º 1: INEC                                    |                                                       |                                                       |                                                       |                                                       |                                                       |                                                       |                                                       |                                                       |                                                       |                                                       |                                                       |                                                       |                                                       |
| Fuente n.º 2: IMHPA                                   |                                                       |                                                       |                                                       |                                                       |                                                       |                                                       |                                                       |                                                       |                                                       |                                                       |                                                       |                                                       |                                                       |